# Operacja Menace
Operacja Menace (także bitwa pod Dakarem) – nieudana próba zdobycia przez aliantów portu w Dakarze w Senegalu, będącego pod kontrolą francuskiego rządu Vichy, między 23 a 25 września 1940, podczas II wojny światowej.

## Podłoże
Klęska Francji w czerwcu 1940 i utworzenie proniemieckiego rządu w Vichy spowodowały nie tylko wyjście z obozu aliantów Francji kontynentalnej, ale też większości jej licznych kolonii w Afryce i głównych sił marynarki francuskiej. Jedynie w Londynie działał ruch Wolnej Francji generała Charles’a de Gaulle’a, sprzeciwiającego się zawieszeniu broni, lecz był on początkowo mało popularny. Ruch Wolnej Francji poparły kolonie Kamerun i Francuska Afryka Równikowa, lecz inne, przede wszystkim Francuska Afryka Zachodnia, Algieria, Syria i Indochiny, pozostały lojalne wobec rządu francuskiego. W celu eliminacji zagrożenia, że silna flota francuska dostanie się w ręce Niemców, Brytyjczycy w lipcu 1940 przejęli siłą niektóre z jej okrętów oraz zniszczyli część jej głównych sił w Mers el-Kebir w Algierii (operacja Catapult), co zaogniło stosunki brytyjsko-francuskie.
Pomysł zajęcia Dakaru, a w konsekwencji Senegalu, wchodzącego w skład Francuskiej Afryki Zachodniej, powstał w lipcu 1940 i pochodził od de Gaulle’a, który chciał przeciągnąć kolejne kolonie i wojsko w nich stacjonujące na rzecz Wolnej Francji. Przejęcie kontroli nad Dakarem dawałoby aliantom dogodną bazę morską na zachodzie Afryki i uniemożliwiłoby wykorzystanie go jako bazy niemieckich okrętów podwodnych operujących na Atlantyku. Ponadto we Francuskiej Afryce Zachodniej, w Bamako zdeponowane były ewakuowane z Francji zapasy złota Banku Francji, w tym zapasy złota Belgii i Polski. Początkowo de Gaulle planował wysadzić desant w okolicach Konakry w Gwinei Francuskiej, kilkaset kilometrów od Dakaru, w nadziei, że w następstwie marszu wzdłuż wybrzeża do jego sił będą przyłączać się kolejne garnizony francuskie, tym bardziej że atak bezpośrednio z morza na silnie broniony Dakar wymagał dużych sił.
Pomysł de Gaulle’a spotkał się z akceptacją brytyjskiego premiera Winstona Churchilla, z tym, że przeforsował on plan szybkiego ataku bezpośrednio na Dakar i wysadzenia desantu w porcie. Z uwagi na to, że Wielka Brytania nie była w stanie wojny z Francją reprezentowaną przez rząd Vichy, główną rolę w desancie miały odegrać szczupłe siły Wolnych Francuzów, w postaci 3670 ludzi i 4 małych okrętów, wspierane w razie potrzeby przez marynarkę brytyjską, natomiast siły brytyjskie w wysokości 4270 żołnierzy Royal Marines miały być wysadzone jedynie w razie konieczności. De Gaulle liczył zresztą, że sama demonstracja siły może skłonić gubernatora Dakaru Pierre’a François Boissona, do przyłączenia się do Wolnych Francuzów. Operacja otrzymała kryptonim Menace („groźba”). Była to pierwsza większa operacja sił Wolnej Francji.

## Siły

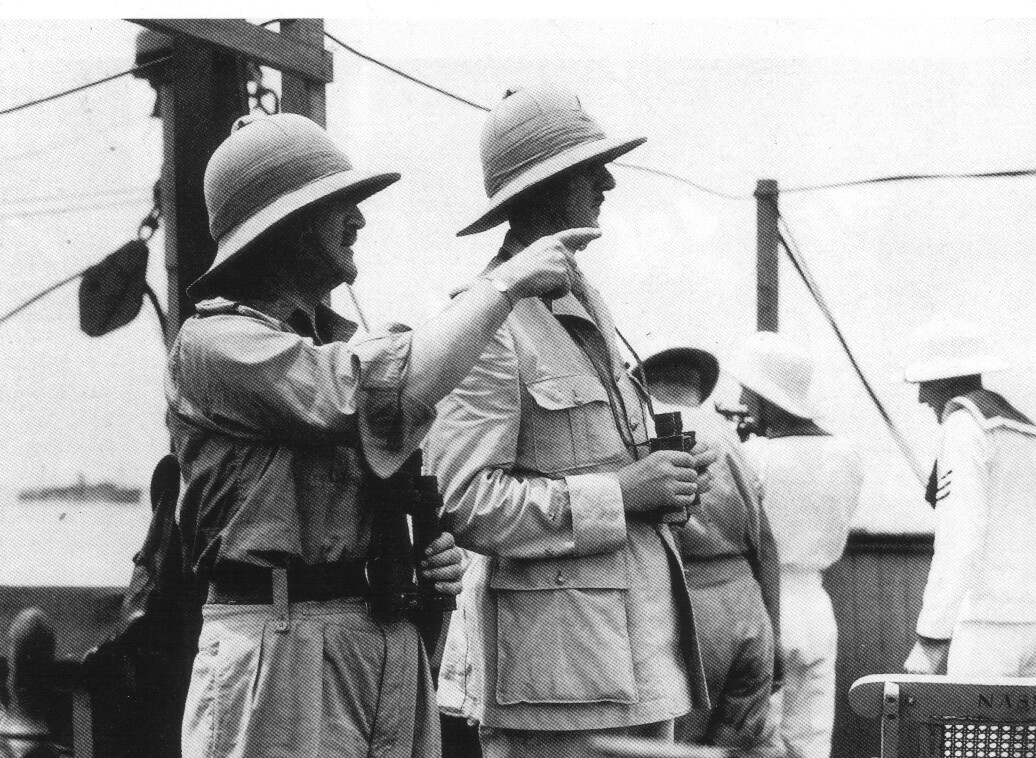
Generał de Gaulle z generałem Edwardem Spearsem na pokładzie holenderskiego statku Westernland

Siły morskie Wolnej Francji biorące udział w operacji składały się tylko z 4 okrętów, z czego największa była kanonierka kolonialna (we Francji klasyfikowana jako awizo) „Savorgnan de Brazza” (3 działa 138 mm), poza nią dwa eskortowce „Commandant Duboc” i „Commandant Domine” (również klasyfikowane jako awiza) i patrolowiec – uzbrojony statek „Président Houduce”. Desant był przewożony na dwóch holenderskich statkach pasażerskich „Westernland” i „Pennland” oraz czterech statkach handlowych. Sztab gen. de Gaulle’a był zakwaterowany na statku „Westernland”.
Trzon sił alianckich stanowiły siły brytyjskie w postaci zespołu M (Force M), wydzielonego z zespołu H stacjonującego w Gibraltarze. Jego główną siłę stanowił lotniskowiec HMS „Ark Royal” i dwa starsze pancerniki: HMS „Resolution” i „Barham”, ponadto w jego skład wchodziło pięć krążowników, 10 niszczycieli i drobniejsze okręty. Desant Royal Marines był przewożony na 4 transportowcach wojska, w tym polskim „Sobieskim” i 1 frachtowcu. Dowódcą był wiceadmirał John Cunningham.
Rdzeniem oporu francuskiego w Dakarze był nowoczesny pancernik „Richelieu”, ewakuowany tam 18 czerwca z Brestu przed wkroczeniem Niemców. Był on dopiero co zbudowany i jego wyposażanie jeszcze się w całości nie zakończyło. Początkowo sprawna była tylko druga z jego wież artylerii głównej, ponadto został on 8 lipca uszkodzony torpedą brytyjskiego samolotu z lotniskowca HMS „Hermes” w ramach operacji Catapult, lecz był zdolny do walki jako pływająca bateria.
Siły francuskie w Dakarze zostały tuż przed atakiem wzmocnione przez dwa krążowniki lekkie typu La Galissonnière i trzy wielkie niszczyciele (o czym niżej). Dysponowały także trzema okrętami podwodnymi i kilkoma mniejszymi jednostkami. Duże zagrożenie stanowiły silne baterie nadbrzeżne – na wyspie Goree przed wejściem do portu były 2 działa 240 mm, 4 działa 138 mm i 1 działo 90 mm plot; na przylądkach Manuel i Bel Air po obu stronach portu również były po 2 działa 240 mm, ponadto w pobliżu miasta były dwie dalsze baterie. Na lotnisku w Dakarze stacjonowało francuskie lotnictwo. Dowódcą morskim Dakaru był kontradmirał Marcel Landriau.

## Incydent z krążownikami francuskimi
Konwoje z alianckim zespołem desantowym wypłynęły z Wielkiej Brytanii 26 i 31 sierpnia 1940, docierając 17 września do Freetown. Skoncentrowano tam też siły wsparcia z okrętów z Gibraltaru oraz operujących na Południowym Atlantyku. Tymczasem rząd Vichy postanowił odzyskać kontrolę nad Francuską Afryką Równikową, która przystąpiła do Wolnej Francji. W tym celu 9 września 1940 wysłano z Tulonu do Dakaru trzy nowoczesne krążowniki lekkie typu La Galissonnière („Montcalm”, „Georges Leygues” i „Gloire”) i trzy wielkie niszczyciele typu Le Fantasque pod dowództwem kadm. Célestina Bourragué’a.
Krążowniki te następnie 18 września wypłynęły z Dakaru w kierunku Libreville w Afryce Równikowej z zadaniem przywrócenia tam władzy rządu. Wysłano tam też drugi zespół w składzie krążownika lekkiego „Primauguet” i zbiornikowca „Tarn”, mającego zaopatrzyć krążowniki w paliwo na drogę powrotną. 19 września jednak pierwszy zespół został przechwycony przez wysłane w tym celu alianckie ciężkie krążowniki HMAS „Australia” i HMS „Cumberland”, a drugi przez krążownik ciężki HMS „Cornwall” i lekki HMS „Delhi”. Oprócz chęci utrzymania Afryki Równikowej dla aliantów, celem Brytyjczyków było niewzmacnianie sił w Dakarze, toteż zażądali oni zawrócenia okrętów francuskich do Casablanki, pod groźbą starcia. Ponieważ dalsza misja stała się przez to niewykonalna, a walka była bezcelowa, kontradmirał Bourragué uległ i rozkazał zawrócić oba zespoły zgodnie z żądaniem. Niemniej jednak, po zapadnięciu zmroku krążowniki „Montcalm” i „Georges Leygues” oderwały się od eskortujących Brytyjczyków i popłynęły do Dakaru, jedynie „Gloire” z awarią turbiny udał się do Casablanki z drugim zespołem. Na skutek niepowodzenia akcji, kontradmirał Bourragué został odwołany ze stanowiska dowódcy zespołu i zastąpił go wiceadmirał Emil Lacroix.

## Bitwa o Dakar

### 23 września
Aliancki zespół desantowy i siły osłony wypłynęły z Freetown 21 września 1940 i stanęły pod Dakarem 23 września rano. Dzień był bardzo mglisty, co ograniczało widoczność. Po godz. 6 gen. de Gaulle nadał apel radiowy o przyłączenie się władz Francuskiej Afryki Zachodniej do Wolnej Francji, zaś samoloty brytyjskie przystąpiły do zrzucania ulotek propagandowych na miasto. Z pokładu „Ark Royal” wystartowały ponadto dwie francuskie awionetki z parlamentariuszami, którzy wylądowali na francuskim lotnisku wojskowym pod Dakarem z misją przeciągnięcia dowódcy francuskiego lotnictwa myśliwskiego na stronę Wolnej Francji. Mimo początkowego wahania, gdy okazało się, że reszta garnizonu stawia opór, a do brytyjskich samolotów nad portem otworzyła ogień artyleria przeciwlotnicza, zostali oni aresztowani. Mimo to, de Gaulle podjął kolejną próbę bezkrwawego przejęcia kolonii, wysyłając do portu dwie motorówki z oficerami marynarki, mającymi dostarczyć pismo do gubernatora Boissona. Okręty Wolnej Francji korzystając z mgły podeszły tuż pod redę. Próba dostarczenia pisma nie powiodła się i w obliczu groźby aresztowania parlamentariusze opuścili port, lecz zostali ostrzelani z broni maszynowej przez holownik (ranny został m.in. kmdr ppor. Georges Thierry d’Argenlieu).
Po godz. 8 francuskie baterie otworzyły, początkowo niecelny, ogień do okrętów Wolnej Francji, a później także do stojących dalej okrętów brytyjskich. O 10.20 de Gaulle wystosował ultimatum przez radio, lecz nie zostało ono przyjęte. Około godz. 11 poważnie uszkodzony w maszynownię pociskiem 240 mm został brytyjski krążownik ciężki HMS „Cumberland”, na skutek czego opuścił zespół i został wycofany do remontu. Ogniem odpowiedziały następnie okręty brytyjskie.
W tym czasie z portu wyszedł francuski okręt podwodny „Persée”, który płynąc po powierzchni, usiłował podejść do ataku torpedowego na znajdujący się blisko lekki krążownik HMS „Dragon”. „Dragon” otworzył ogień z dział do okrętu podwodnego, ponadto zanurzający się „Persée” został zaatakowany bombami głębinowymi przez niszczyciele HMS „Inglefield” i „Foresight”. Na skutek ataku, okręt podwodny zatonął, lecz większość załogi uratowała się. Oba niszczyciele zostały jednak lekko uszkodzone ogniem z brzegu.
Alianccy dowódcy następnie postanowili wysadzić desant Wolnych Francuzów w małym porcie Rufisque na południowy wschód od Dakaru, przy czym najpierw miały tam wejść awiza o niewielkim zanurzeniu, z żołnierzami na pokładzie. Podchodzące okręty zostały zaskoczone przez wychodzący z Dakaru wielki niszczyciel „L’Audacieux”, który jednak został natychmiast celnie ostrzelany przez australijski krążownik ciężki HMAS „Australia” i niszczyciele HMS „Greyhound” i „Fury” i płonący wyrzucił się na mieliznę przy brzegu (zginęło ok. 80 ludzi załogi).
Awizo „Commandant Duboc” weszło do portu Rufisque, zostało jednak ostrzelane z broni piechoty oraz przez baterię nadbrzeżną dział 95 mm, umieszczonych nad portem w umocnionych stanowiskach. Ponadto nad portem pojawiły się bombowce Vichy, a z Dakaru wyszły na wewnętrzną redę portu oba krążowniki francuskie, mające Rufisque w zasięgu artylerii. W tej sytuacji siły Wolnych Francuzów odstąpiły od desantu i wycofały się.

### 24 września
Po bezskutecznym ultimatum wystosowanym w nocy przez adm. Cunninghama, na które gubernator Boisson odpowiedział, że Francja powierzyła mu Dakar i będzie go bronił do końca, siły alianckie przystąpiły od rana 24 września do bardziej zdecydowanych działań. Pogoda była nieco lepsza, lecz nadal mglista, a w dodatku francuskie niszczyciele postawiły zasłonę dymną. Do ataku na pancernik „Richelieu” wysłano samoloty torpedowe Swordfish z HMS „Ark Royal”, lecz nie odniosły one sukcesu, nieznacznie go tylko uszkadzając dwoma bliskimi wybuchami bomb, przy czym utracono cztery maszyny. Brytyjski niszczyciel HMS „Fortune” wykrył i zatopił przed Dakarem zanurzony francuski okręt podwodny „Ajax” przygotowujący się do ataku na okręty brytyjskie.
Około godz. 10 Brytyjczycy wstrzymali ostrzał, lecz po kilkugodzinnej przerwie zespół brytyjski znów podszedł pod port i wszczął intensywny pojedynek artyleryjski z „Richelieu” i bateriami nadbrzeżnymi. Na „Richelieu” uległy awarii dwa działa 380 mm, w związku z czym strzelał on tylko z dział 152 mm. Mimo sprzyjających okoliczności, Brytyjczycy zdołali trafić „Richelieu” tylko jednym pociskiem 381 mm, powodując nieznaczne uszkodzenia, nadto zatopili jeden statek handlowy „Tacoma” na redzie portu (duński, przejęty przez władze Vichy) i uszkodzili jeden statek francuski i dwa szwedzkie. Ostrzał wywołał natomiast straty wśród ludności cywilnej w mieście, gdzie zniszczono szereg domów. Lekko uszkodzony ogniem baterii nadbrzeżnych został z kolei brytyjski flagowy pancernik HMS „Barham”. Drugi atak samolotów torpedowych również nie odniósł skutku i stracono dwie maszyny. Wobec niepowodzenia pokojowego przyłączenia Dakaru i niecelowości zdobywania go siłą, co mogłoby doprowadzić do dużych strat wśród Francuzów, gen. de Gaulle i adm. Cunningham zdecydowali odstąpić od operacji. Jednakże w nocy premier Churchill nakazał kontynuować akcję.

### 25 września
25 września rano brytyjskie okręty znowu podeszły pod Dakar i wznowiły bombardowanie przy lepszej widoczności niż w ciągu poprzednich dni. Ogień ich wciąż jednak nie był skuteczny. Brytyjski pancernik HMS „Resolution” został natomiast ok. 9 storpedowany i poważnie uszkodzony przez francuski okręt podwodny „Bévéziers” (kmdr por. Pierre Lancelot), który w nocy wyszedł z portu i zajął pozycję w rejonie, z którego Brytyjczycy prowadzili wcześniej ostrzał. W efekcie „Resolution” musiał zostać wycofany z akcji. Ponadto w nocy Francuzi zdołali uruchomić na „Richelieu” wieżę nr 1 artylerii głównej z czterema działami kalibru 380 mm, która teraz podjęła pojedynek. Kolejna fala samolotów nie zdołała uszkodzić „Richelieu”, przy stracie dalszych czterech samolotów, a co więcej, o 9.25 „Richelieu” trafił jednym pociskiem 380 mm i przebił burtę pancernika HMS „Barham”. Lekko uszkodzony dwoma pociskami 152 mm krążowników lekkich został też krążownik HMAS „Australia”, zestrzelono też jego wodnosamolot Supermarine Walrus. W konsekwencji, alianci zdecydowali się na odwrót spod Dakaru.
Lotnictwo Vichy 25 września przeprowadziło także niewielki odwetowy nalot na Gibraltar, bez większych skutków, poza zatopieniem patrolowca (trawlera) „Stella Sirius”.

## Po bitwie
Efekty nieudanej próby zajęcia Dakaru były przede wszystkim polityczne. Był to cios w pozycję de Gaulle’a, który nie zdołał przeciągnąć Dakaru na stronę Wolnych Francuzów. Uważany za projektodawcę i wykonawcę operacji, mimo faktycznego projektu Churchilla, był krytykowany za nią zarówno przez opinię publiczną w Wielkiej Brytanii i neutralnych USA, jak i przez propagandę niemiecką i vichystowską. Poparcia de Gaulle’owi udzielił jednak Winston Churchill. Dalszemu pogorszeniu uległy stosunki brytyjsko-francuskie; Dakar stał się kolejnym symbolem po Mers el-Kebir, wykorzystywanym przez propagandę antybrytyjską. W konsekwencji, nie przyniosło to popularności wśród Francuzów sprawie Wolnej Francji. Kolejną akcją Wolnej Francji była udana, lecz o znacznie mniejszym znaczeniu kampania o Gabon w listopadzie 1940.
Bitwa pod Dakarem miała wielkie znaczenie dla kwestii przystąpienia Hiszpanii do wojny. Od późnej wiosny 1940 roku Niemcy sondowali Madryt na temat ewentualnego akcesu do państw Osi, przede wszystkim w związku z rozważaną inwazją na Gibraltar. Jako cenę Franco przedstawił szereg żądań, z których najważniejsze dotyczyły przejęcia części francuskich posiadłości w Afryce. Hitler od początku podchodził do tych pretensji sceptycznie, choć nie wykluczał jakiejś formy ich zaspokojenia. Bitwa pod Dakarem przekonała go, że rząd Vichy jest wiarygodnym partnerem, cenniejszym niż frankistowska Hiszpania. Hitler zmienił swoje stanowisko i definitywnie uznał, że nie warto ryzykować konfliktu z Vichy, by przekazując francuskie posiadłości Hiszpanom zapewnić sobie ich przystąpienie do wojny. Ponieważ III Rzesza nie mogła zaoferować Franco alternatywnej propozycji, Hiszpania przybrała postawę wyczekującą i mimo niemieckiej presji do wojny nie przystąpiła.
Z wojskowego punktu widzenia, atak był porażką Brytyjczyków, którzy, mimo przewagi ognia i manewru, nie zdołali zneutralizować stojącego w porcie francuskiego pancernika ani baterii nadbrzeżnych, dwa z ich pancerników zostały przy tym uszkodzone, z tego jeden poważnie. Remont „Resolution”, prowadzony w USA z powodu bombardowań brytyjskich stoczni, trwał do września 1941. Francuzi ponieśli także dość dotkliwe straty w postaci dwóch zatopionych okrętów podwodnych i jednego niszczyciela, zginęło 100 marynarzy i 182 zostało rannych oraz zginęły 84 i raniono 197 osób cywilnych. Niszczyciel „L’Audacieux” wprawdzie podniesiono w 1941, lecz nigdy nie ukończono jego remontu. Brytyjczycy odnieśli mniejsze straty osobowe.

## Zestawienie sił
† – okręty zatopione
# – okręty uszkodzone, ## – poważnie uszkodzone

### Alianci
- Lotniskowiec HMS „Ark Royal”
- Pancerniki: HMS „Barham”#, „Resolution”##
- Ciężkie krążowniki: HMAS „Australia”#, HMS „Cumberland”##, „Devonshire”(inne języki)
- Lekkie krążowniki: HMS „Delhi”, „Dragon”
- Niszczyciele: HMS „Echo”, „Eclipse”, „Escapade”, „Faulknor”, „Foresight”(inne języki)#, „Forester”(inne języki), „Fortune”(inne języki), „Fury”(inne języki), „Greyhound”, „Inglefield”(inne języki)# (typów A-I)
- Inne: slupy HMS „Bridgewater”, „Milford”, kanonierka kolonialna „Savorgnan de Brazza”, eskortowce (awizo) „Commandant Dominé”, „Commandant Duboc”, patrolowiec „Président Houduce”[2]
- Jednostki pomocnicze:
  - Transportowce wojska: „Westernland”, „Pennland”, „Ettrick”, „Kenya”, „Karanja”, „Sobieski”
  - Transportowce sprzętu: „Anadyr”, „Fort-Lamy”, „Nevada”, „Casamance”, „Belgravia”.
  - Tankowiec: „Ocean Coast”.

### Francja Vichy
- Pancerniki: „Richelieu”#
- Lekkie krążowniki: „Georges Leygues”, „Montcalm” (oba typ La Galissonnière)
- Niszczyciele: „L'Audacieux”†, „Le Fantasque”, „Le Malin”, „Le Hardi”
- Okręty podwodne: „Ajax”†, „Bévéziers”, „Persée”†
- Awiza: kanonierki kolonialne „d’Entrecasteaux”, „D’Iberville”, kanonierka „Calais”, eskortowce „Commandant Rivière”, „Gazelle”, „La Surprise”
- Krążowniki pomocnicze: „El Djezair”, „El Kantara”, „El Mansour”, „Schoelcher”, „Ville d’Oran”